# Cobitis ohridana
Cobitis ohridana là một loài cá vây tia trong họ (Cobitidae). Nó chỉ được tìm thấy ở Albania, Cộng hòa Macedonia và Montenegro. This fish was long believed to be part of the widespread Spined Loach (C. taenia).
Môi trường sinh sống tự nhiên của chúng là hồ Ohrid và hồ Scutari, và lưu vực sông Drim và sông Morača kế cận.

## Cước chú
1. ↑  Crivelli (2005)
2. ↑  FishBase (2008)